# Palacio de Justicia Federal
El Palacio de Justicia Federal del Sexto Circuito es un edificio ubicado en el Periférico Ecológico y Avenida de  la Luna, en Ciudad Judicial siglo XXI, colonia Reserva Territorial Atlixcayotl en el municipio de San Andrés Cholula, en la Zona Metropolitana de Puebla.

## Forma
- Su altura es de 89.9 metros y tiene 17 pisos.
- El área aproximada del edificio es: 26,165 m².